# The Miracle Club
The Miracle Club is een Iers-Britse film uit 2023, geregisseerd door Thaddeus O'Sullivan, met in de hoofdrollen Laura Linney, Kathy Bates, Maggie Smith en Stephen Rea.

## Verhaal
Een groep arbeidersvrouwen die nog nooit hun woonplaats hebben verlaten, vertrekt uit Dublin op bedevaart naar Lourdes in Frankrijk. Niet iedereen is even welkom in de groep maar naarmate de reis vordert, leert men elkaar beter kennen.

## Rolverdeling
| Acteur          | Personage           |
| --------------- | ------------------- |
| Laura Linney    | Chrissie Ahearn     |
| Kathy Bates     | Eileen Dunne        |
| Maggie Smith    | Lily Fox            |
| Agnes O'Casey   | Dolly Hennessy      |
| Stephen Rea     | Frank Dunne         |
| Mark O'Halloran | Father Dermot Byrne |
| Mark McKenna    | George Hennessy     |
| Niall Buggy     | Tommy Fox           |
| Hazel Doupe     | Cathy Dunne         |

## Release
The Miracle Club ging op 9 juni 2023 in première op het Tribeca Film Festival en kwam in de bioscopen in Ierland en het Verenigd Koninkrijk op 13 oktober 2023. De film kreeg gemengde kritieken van de filmcritici, met een score van 66% op Rotten Tomatoes, gebaseerd op 112 beoordelingen.